# گریمر کامبان
گریمر کامبان (انگلیسی: Grímur Kamban؛ 8/9th century – 9/10th century) گردشگر اهل نروژ بود.